# 葛基山
葛基山（朝: 갈기산 ）は、大韓民国京畿道楊平郡と江原特別自治道洪川郡の間にある標高685mの山。